# Ibrahim Sulemana (2003)
Ibrahim Sulemana (Sunyani, 22 mei 2003) is een Ghanees professioneel voetballer die bij voorkeur als middenvelder speelt. Hij verruilde in de zomer van 2024 Cagliari voor Atalanta Bergamo. Hij maakte in 2024 zijn debuut als international voor het Ghanees voetbalelftal.

## Clubcarrière

### Hellas Verona
Sulemana is geborne in Brong-Ahafo, in het zuidwesten van Ghana en begon met voetballen in zijn geboortestad Sunyani. In de zomer 2019 werd hij uitgenodigd voor een proefperiode in Italië, waar hij opviel bij scouts van Atalanta Bergamo. Daar speelde hij twee jaar bij het onder 17-team, voordat hij vertrok naar Hellas Verona. Na een jaar bij het tweede elftal, tekende hij daar op 1 juli 2022 zijn eerste profcontract. 
Op 9 oktober van dat jaar maakte hij zijn professionele debuut in de Serie A-wedstrijd tegen Salernitana. Hij speelde zeventien wedstrijden dat seizoen, waaronder de beslissende play-offwedstrijd tegen Spezia op 11 juni 2023, waardoor Hellas Verona verzekerd was van nog een jaar Serie A. 

### Cagliari
Op 1 juli 2023 tekende Sulemana voor vier seizoenen bij Cagliari, dat vier miljoen euro voor hem overhad. Hij maakte op 21 augustus tegen Torino zijn debuut voor zijn nieuwe club. Op 21 januari 2024 scoorde hij tegen Frosinone zijn eerste doelpunt in het profvoetbal, hoewel Cagliari die wedstrijd met 1-3 verloor. Hij speelde 24 wedstrijden in zijn eerste en enige seizoen bij Cagliari.

### Atalanta Bergamo
In de zomer van 2024 vond Sulemana opnieuw een nieuwe club. Ditmaal was het Atalanta Bergamo, dat 7,5 miljoen neerlegde voor de diensten van de Ghanees.

## Clubstatistieken
| Seizoen                              | Club             | Competitie      | Competitie | Competitie | Beker | Beker | Internationaal | Internationaal | Totaal | Totaal |
| Seizoen                              | Club             | Competitie      | Wed.       | Dlp.       | Wed.  | Dlp.  | Wed.           | Dlp.           | Wed.   | Dlp.   |
| ------------------------------------ | ---------------- | --------------- | ---------- | ---------- | ----- | ----- | -------------- | -------------- | ------ | ------ |
| 2022/23                              | Hellas Verona    | Serie A         | 17         | 0          | 0     | 0     | —              | —              | 17     | 0      |
| 2023/24                              | Cagliari         | Serie A         | 21         | 2          | 3     | 0     | —              | —              | 24     | 2      |
| 2024/25                              | Atalanta Bergamo | Serie A         | 5          | 0          | 1     | 0     | 0              | 0              | 6      | 0      |
| Carrière totaal                      | Carrière totaal  | Carrière totaal | 43         | 2          | 4     | 0     | 0              | 0              | 47     | 2      |
| Bijgewerkt tot en met 17 april 2025. |                  |                 |            |            |       |       |                |                |        |        |

## Interlandcarrière
Op 6 juni 2024 maakte Sulemana tegen Mali zijn debuut als international van Ghana.